# 慧可

雪舟『慧可断臂図』

慧可（えか）は、俗姓は姫（き）。幼名は神光。中国禅宗の二祖。正宗普覚大師。

## 略歴
洛陽虎牢（現・河南省鄭州市滎陽市）に生まれた。はじめは儒教や老荘思想を学んだが得心せず、洛陽香山（現在の龍門山）の永穆寺で得度した。出家後は問法のため各地を放浪し、さらに香山に戻り8年間修行を続けたものの、疑念を解明することが出来ず、嵩山の少林寺で面壁していた達磨に面会し弟子入りを請うた。達磨は断ったが慧可はあきらめず、自らの腕を切り落として弟子入りの願いが俗情や世知によるものではない事を示し、入門を許されたと伝えられている（雪中断臂）。実際は元から臂がなかったため、後からこの伝説が作られたともいわれている。達磨の法統を継ぎ、禅宗第2祖となったとされる。
弟子の鑑智僧璨を育て法統を伝えたが、布教には困難が多く常に迫害や妨害にさらされていた。周武廃仏では都を出て舒州皖公山（安徽省安慶市潜山市）に避難を余儀無くされた。成安県での布教中、慧可の説法に聴衆を奪われた匡救寺の僧弁和が慧可を憎み、「講席を打破した邪見の道人」であると讒訴した。弁和の訴えを聞いた県令は慧可を捕らえ、取調べなしに処刑した。享年106。

## その他
- 最近の研究で涅槃論の恵可と同一人物ではないかとする説がある[要出典]。
- 雪舟の水墨画『慧可断臂図』でも知られる[1]。